# 人間生活学部
人間生活学部（にんげんせいかつがくぶ）は大学の学部のひとつ。

## 概要
人間生活学部では人間関係やコミュニケーション能力についてを学び、福祉や心理学などの教育・研究を行う。また人間生活学部では、環境汚染や生活習慣病、少子高齢化などの身近な問題を、人間の生活視点から捕らえて再構築することを目指している。

## 人間生活学部を置く日本の大学
公立
- 新潟県立大学

私立
- 藤女子大学（北海道 札幌市）
- 十文字学園女子大学（埼玉県 新座市）
- 仁愛大学（福井県 越前市）
- 羽衣国際大学（大阪府 堺市）
- 岡山学院大学（岡山県 倉敷市）
- ノートルダム清心女子大学（岡山県 岡山市）
- 徳島文理大学（徳島県 徳島市）
- 広島女学院大学（広島県 広島市）

## 人間生活学を専攻できる他の大学
- お茶の水女子大学 生活科学部 人間生活学科
- 同志社女子大学 生活科学部 人間生活学科